# Александр Стюарт из Дарнли (ум. 1374)
Сэр Александр Стюарт из Дарнли (? — 1374) — шотландский дворянин.

## Биография
Третий сын сэра Алана Стюарта из Дрегорна (? — 1333), погибшего в битве с англичанами при Халидон-Хилле.
В 1345 году получил во владение от регента Шотландии Роберта Стюарта земли в Cambusnethan.
После смерти своих старших братьев Джона и Уолтера Александр Стюарт унаследовал баронства Крукстон и Дарнли. В 1371 году он упоминается как владелец этих двух баронств.
В 1374 году сэр Александр Стюарт скончался, оставив единственного сына — Александра из Дарнли (1368—1404).